# Benjamin Zephaniah

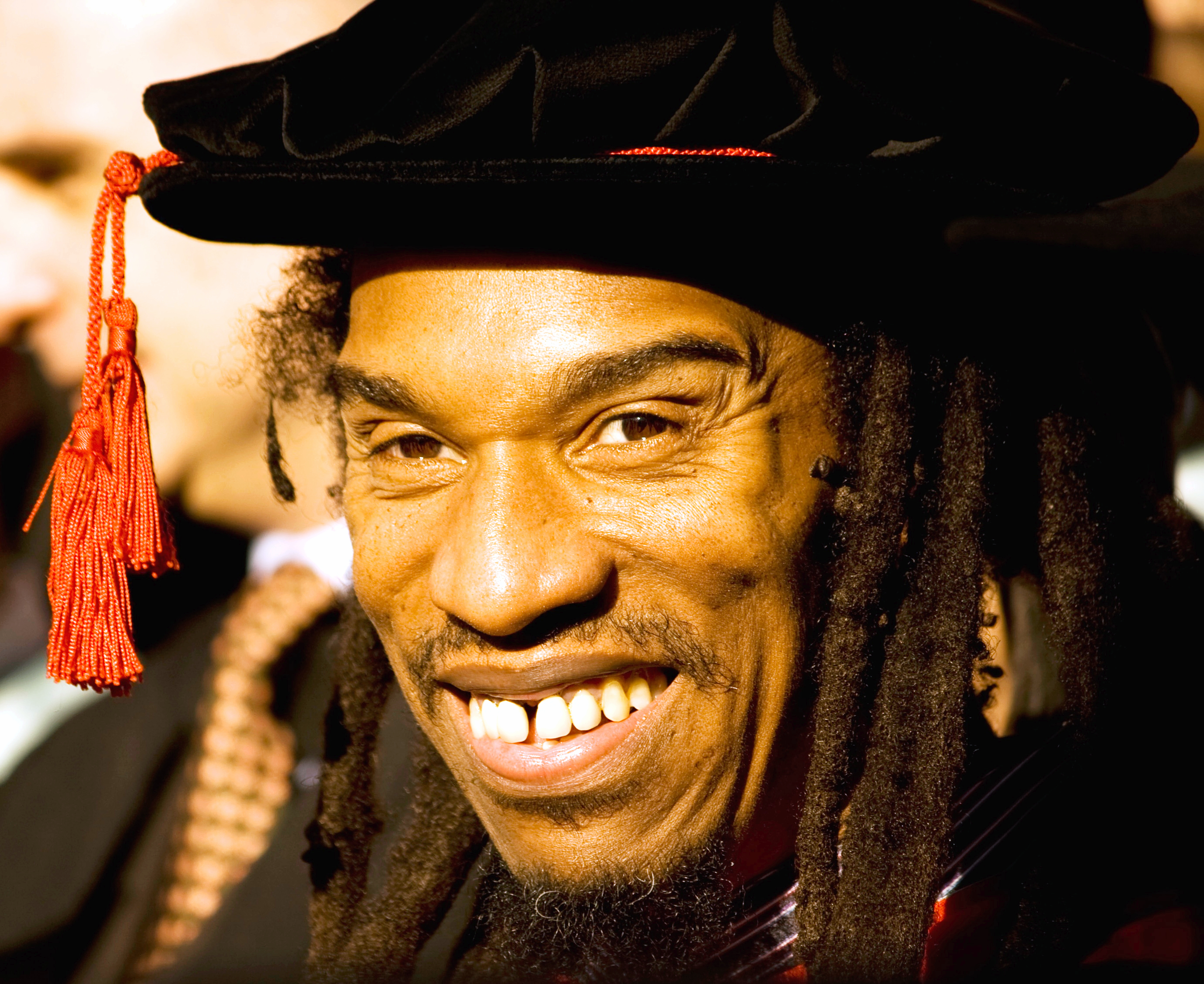
Benjamin Zephaniah (2010)

Benjamin Obadiah Iqbal Zephaniah (* 15. April 1958 in Birmingham; † 7. Dezember 2023) war ein britischer Rastafari, Schriftsteller und Dub Poet. Er war ein bekannter Akteur der zeitgenössischen englischen Literatur und wurde im Jahr 2008 von der Zeitung The Times in die Liste der 50 bedeutendsten britischen Schriftsteller der Nachkriegszeit aufgenommen.

## Leben
Zephaniah wurde als Sohn eines barbadischen Postboten und einer jamaikanischen Krankenschwester in Handsworth, einem Stadtteil von Birmingham, geboren. Den Vorort, in dem er auch aufwuchs, nannte er „the Jamaican capital of Europe“ („die jamaikanische Hauptstadt Europas“). Er hatte eine Dyslexie und besuchte eine sogenannte „approved school“, eine Schule für schwer erziehbare Kinder, die er mit 13 Jahren, ohne Lesen und Schreiben zu können, verließ. Seinen ersten Auftritt hatte er mit zehn Jahren in einer Kirche. Fünf Jahre später war seine Poesie bereits in den afro-karibischen und asiatischen Communities in Handsworth bekannt.
Als junger Mann kam er mehrmals mit dem Gesetz in Konflikt und saß auch eine Haftstrafe ab.
Mit 22 Jahren ging er, müde der Festschreibung als schwarzer Poet, der nur mit schwarzen Leuten kommunizierte, nach London. Dort engagierte er sich in einer Arbeitergenossenschaft in Stratford. 1980 wurde sein erster Gedichtband Pen Rhythm von Page One Books veröffentlicht. Es gab drei Auflagen. Zephaniah sagte, seine Mission sei das tote Image der Poesie in der akademischen Welt zu bekämpfen und sie überall dorthin zu bringen, wo die Leute keine Bücher lesen. Deshalb verwandelte er seine Lesungen in Konzert-ähnliche Darbietungen.
Fortan veröffentlichte er regelmäßig neue Gedichtbände und schrieb auch mehrere Theaterstücke. Sein zweiter Gedichtband The Dread Affair: Collected Poems (1985) enthielt eine Reihe Gedichte, die das britische Rechtssystem attackierten. Rasta Time in Palestine (1990), entstanden nach einem Besuch der Palästinensischen Autonomiegebiete, versammelte Gedichte und Reiseberichte. Viele der Gedichte in Too Black, Too Strong (2001) waren von seiner Anstellung als „Poet in Residence“ in der Kanzlei des Londoner Barristers Michael Mansfield QC geprägt, in deren Rahmen er an der Untersuchung des Bloody Sunday und des Todes von Ricky Reel, eines tot in der Themse aufgefundenen asiatischen Studenten, teilnahm.
Des Weiteren war Zephaniah ein sehr erfolgreicher Kinderbuchautor. Sein erster Gedichtband für Kinder Talking Turkeys musste nach nur sechs Wochen nachgedruckt werden. 1999 schrieb er seinen ersten Roman Face, der ebenfalls sehr erfolgreich war. Es folgten weitere Romane.
Neben seiner literarischen Tätigkeit veröffentlichte Zephaniah auch Musik. Sein erstes Album Rasta wies die erste Aufnahme der Wailers nach dem Tod Bob Marleys auf. Es verschaffte ihm internationale Anerkennung und erreichte die Spitzenposition der jugoslawischen Charts.
Zephaniah lebte lange Zeit in London. Ab 2008 pendelte er zwischen Peking und einem Dorf in der Nähe von Spalding, Lincolnshire. Außerdem lebte er fünf Jahre in Indonesien.
Im Herbst 2023 wurde bei ihm ein Hirntumor diagnostiziert, an dessen Folgen er acht Wochen nach der Diagnose im Dezember 2023 starb.

## Ansichten und Auszeichnungen
Zephaniah war Ehrenmitglied der Vegan Society und trat Amnesty International bei, um sich gegen Homophobie in Jamaika zu engagieren. Zephaniah war Rastafari. 2003 wurde ihm die Auszeichnung als Offizier des Order of the British Empire (OBE) angetragen, die er öffentlich ablehnte. Nachdem er sich bereits für eine „Britische Republik“ und die Abschaffung der Monarchie eingesetzt hatte, vertrat er ab 2014 zunehmend anarchistische Positionen. 2022 wurde Zephaniah als Ehrenmitglied in die British Academy gewählt.

## Bücher

### Poesie
- Pen Rhythm (1980)
- The Dread Affair: Collected Poems (1985) Arena
- City Psalms (1992) Bloodaxe Books
- Inna Liverpool (1992) AK Press
- Talking Turkeys (1995) Puffin Books
- Propa Propaganda (1996) Bloodaxe Books
- Funky Chickens (1997) Puffin
- School’s Out: Poems Not for School (1997) AK Press
- Funky Turkeys (Audiobook) (1999) AB
- White Comedy (Unknown)
- Wicked World! (2000) Puffin
- Too Black, Too Strong (2001) Bloodaxe Books
- The Little Book of Vegan Poems (2001) AK Press
- The Britain
- Reggae Head (Audiobook) 57 Productions
- talking turkeys cool
- De Rong Song

### Romane
- Face (1999) Bloomsbury (veröffentlicht in Erwachsenen- und Kinderversion)
- Refugee Boy (2001) Bloomsbury
- Gangsta Rap (2004) Bloomsbury
- Teacher’s Dead (2007) Bloomsbury
- Dartnell (2009) Bloomsbury

### Kinderbücher
- We are Britain (2002) Frances Lincoln
- Primary Rhyming Dictionary (2004) Chambers Harrap
- J is for Jamaica (2006) Frances Lincoln

## Theaterstücke
- Playing the Right Tune (1985)
- Job Rocking (1987)
- Delirium (1987)
- Streetwise (1990)
- Mickey Tekka (1991)
- Listen to Your Parents (enthalten in Theatre Centre: Plays for Young People – Celebrating 50 Years of Theatre Centre (2003) Aurora Metro, auch publiziert von Longman, 2007)
- Face: The Play (mit Richard Conlon)

## Filmografie
- 1987: Didn’t You Kill My Brother?
- 1989: Farendj
- 1996: Crucial Tales
- 2013–2022: Peaky Blinders – Gangs of Birmingham (Peaky Blinders, Fernsehserie)

## Diskografie

### Alben
- Rasta (1982) Upright (wiederveröffentlicht 1989) Workers Playtime
- Us An Dem (1990) Island
- Back to Roots (1995) Acid Jazz
- Belly of De Beast (1996) Ariwa
- Naked (2005) One Little Indian
- Naked & Mixed-Up (2006) One Little Indian (Benjamin Zephaniah vs. Rodney-P)

### Singles, EPs
- Dub Ranting EP (1982) Radical Wallpaper
- Big Boys Don’t Make Girls Cry 12-inch single (1984) Upright
- Free South Africa (1986)
- Crisis 12-inch single (1992) Workers Playtime
- Empire (1995) Bomb the Bass mit Zephaniah & Sinéad O’Connor
- wak with the sup with the playstation sup (Joey Tribiani)